# Pourouma tomentosa
Pourouma tomentosa är en nässelväxtart. Pourouma tomentosa ingår i släktet Pourouma och familjen nässelväxter.

## Underarter
Arten delas in i följande underarter:
- P. t. apiculata
- P. t. essequiboensis
- P. t. maroniensis
- P. t. persecta
- P. t. tomentosa